# フリオ・ビジャルバ
フリオ・ビジャルバ(1998年9月11日-)はパラグアイのサッカー選手。ポジションはFW。ボルシア・メンヒェングラートバッハ所属。

## 経歴
2017年1月、ボルシア・メンヒェングラートバッハと契約した。

### 代表歴
年代別のパラグアイ代表の大会に参加している。